# 王志 (明)
王 志（おう し、生年不詳 - 洪武19年8月16日（1386年9月9日））は、元末明初の軍人。本貫は濠州鍾離県。

## 生涯
郷里の兵を率いて濠州で朱元璋に帰順し、滁州・和州を下した。朱元璋に従って長江を渡り、たびたび軍の先頭に立って敵陣を攻略し、身を矢石にさらした。右副元帥に任じられた。朱元璋に従って常州・寧国・江陰を奪取した。宜興を奪回し、高郵を攻め、九江を撃った。黄梅を下し、鄱陽湖の戦いで殲滅戦をおこなった。武昌の平定に従い、南京に帰ると、廬州を攻め落とし、張士誠の兵を破って、40里にわたって追撃した。親軍衛指揮使として六安を守った。
洪武元年（1368年）、洪武帝（朱元璋）に従って汴梁に赴いた。黄河を渡り、懐慶・沢州・潞州を奪取し、平陽に留守した。大将軍の徐達が西征すると、王志は軍を合流させて興元を攻め落とした。洪武3年（1370年）、同知都督府事に進み、六安侯に封じられ、世券を与えられた。漢中に移駐し、兵を率いてチャガン・ノール塞に進出し、帰還して平陽に駐屯した。再び徐達に従ってゴビ砂漠に北伐した。その後は西南に転戦し、偏将軍として従軍した。目立った功績はなかったものの、慎重に軍を行動させて、敗戦することはなかった。合肥を攻めるにあたって、楼児張を破り、呉副使を捕らえ、その戦功は第一であった。山西都司衛所軍務をつとめ、洪武帝は王志の処置について時宜を得たものと讃えた。洪武16年（1383年）、王志は兵を率いて雲南品甸に赴いた。城池を修繕し、屯堡を立て、駅伝を置き、現地の民を安撫した。
洪武19年8月己亥（1386年9月9日）、死去した。許国公に追封された。諡は襄簡といった。後に胡惟庸の党とされたが、すでに死去していたことから罪に問われなかった。

## 子女
- 王威 - 洪武22年（1389年）に六安侯の爵位を嗣いだ。翌年、事件に連座して安南衛指揮使に左遷され、死去した。子はなかった。
- 王琙 - 兄の後を嗣いだ。清平衛指揮使に転じ、その地位を世襲した。